# Тополинська сільська рада (Хабарський район)
То́полинська сільська рада (рос. Тополинский сельский совет) — сільське поселення у складі Хабарського району Алтайського краю Росії.
Адміністративний центр та єдиний населений пункт — село Топольне.

## Населення
Населення — 362 особи (2019; 519 в 2010, 812 у 2002).